# グレート草津
グレート草津（グレートくさつ / Great Kusatsu、1942年2月13日 - 2008年6月21日）は、日本のプロレスラー、ラグビー選手。本名：草津 正武（くさつ まさたけ）。

## 来歴

### ラグビー選手として
熊本工業高校、八幡製鐵所でラグビー選手として活躍。ポジションはロック（LO）。社会人時代のサイズが189cm、93kgという当時の日本ラグビーでは規格外の体格と100ｍ走が11秒2というWTB並のスピードを武器にFWの中心選手となり日本代表にも選出された。八幡製鐵に入社した経緯は、熊本工高の担当教諭から「お前が入社しなければ来年以降、八幡はうちの生徒を採ってくれなくなる」と諭されたことに起因するものであり、自身は大学でラグビーがしたかったと述懐している。また当時は、複数の大学チームから勧誘を受けていたことも証言している。
八幡製鐵では宮井国夫・土屋俊明といった大学出の選手らと共に八幡製鐵の黄金時代の一翼を担い、日本協会招待NHK杯争奪ラグビー大会（日本ラグビーフットボール選手権大会の前身大会）、全国社会人大会の優勝メンバーの一員として名を連ねた。
また1963年のブリティッシュコロンビア州戦に出場し、日本代表キャップ1を獲得している。ラグビーマガジンのインタビューでは「野茂英雄やイチロー・中田英寿らが海外に挑戦したいと言う気持ちが分かる」と語っている。
八幡を辞めた理由は、英語に堪能だった草津に嫉妬した当時の大卒の上司に「じゃあ君、これを訳してくれないか」と言われた書物がドイツ語だったことにカチンと来たため、という話がある他に「大卒と高卒とでは、社内で厳然たる差があったからね」という話を述べている。

### プロレス転向
1965年7月30日に日本プロレスに入団。出身地が熊本であったことから、豊登から加藤清正にあやかった草津清正のリングネームを与えられ、ジャイアント馬場の付け人となる。1966年3月21日、本間和夫戦でデビューするが、団体の体質に嫌気がさしてその年のうちに退団。日本プロレスの先輩であったザ・グレート・カブキは「草津は練習嫌いだったから、練習にはあまり来なかったが故にかわいがりに遭っていたよ。日プロでは4試合しか出場しなかったね」と述べている。同じく日本プロレスを退団していた吉原功やヒロ・マツダ、同期の杉山恒治とともに国際プロレスの旗揚げに参加する。
同年12月より、北米での武者修行を開始。アメリカのフロリダ地区ではタキ・ヤマグチ（Taki Yamaguchi）を名乗ってマツダやデューク・ケオムカのパートナーとなり、エディ・グラハム、サム・スティムボート、ホセ・ロザリオ、ワフー・マクダニエルらと対戦。カナダのバンクーバー地区ではビッグ・クー（Big Ku）をリングネームに、ダッチ・サベージ、ジェリー・グラハム、アブドーラ・ザ・ブッチャーとも対戦した。

#### バックドロップ失神事件
団体の新エースと目された1968年1月3日、TBSの定期放送『TWWAプロレス中継』初回である日大講堂大会のメインイベントにおいて、ルー・テーズのTWWA世界ヘビー級選手権に3本勝負で挑戦したが、1本目にテーズのバックドロップを受けて後頭部を打ち、失神したまま2本目を放棄して敗退。これが俗に言う草津バックドロップ失神事件である。草津がその後遂にエースになれなかったこと、また国際プロレスが終始他団体の後塵を拝し続けたことから、草津のレスラー人生のみならず団体の運命をも決定づけた一戦として語られてきた。プロレス入りから2年半足らずで、しかも海外修行から戻ったばかりで国内での試合実績の乏しい草津のエース登用は、フレッシュなスターを求めるTBSの強い要望であったともいわれている。放映初戦で超大物のテーズを倒しての戴冠となれば大きなインパクトがあったが、敗北でその目論見は崩れてしまった。新間寿の記事では「プロレスのスターなど一夜で作れるというTBSのプロデューサーの考えは甘く、グレート草津の売り出し方などは完全にTBSの失敗であった」という趣旨の批判がなされている。
テーズ側の証言によれば、当時テレビ放送していたTBSから、草津に花を持たせるブックを要求されて憤慨したため、わざとテーズが草津を返り討ちにしたという。これに関してテーズは「通常3本勝負の試合なら、1本は相手選手に花を持たせてやる物だけど、草津はまだまだグリーンボーイに毛が生えた程度の選手だからね。全米で未だにメインイベントを取っている私が、そんな駆け出しの選手に1本でも許すだなんて冗談じゃないよ」とも語っていた。草津戦後、テーズはTWWA選手権をかけてサンダー杉山や豊登と対戦しているが、いずれも三本勝負の1本を許しており「杉山や豊登と草津には、それだけ実力の差があったよね」と述べている。
草津本人によれば、1本目を取られた後セコンドについていたグレート東郷の「キープ・ステイ・ダウン（そのまま寝ていろ）」という言葉に従い、起き上がらずに試合放棄という結果になったとのことであり、半失神状態が他者の指示による物だったと述べている。

#### テーズ戦後
テーズ戦後しばらくは低迷したがまもなく立ち直り、国際プロレスの中心レスラーとして長く活躍した。1968年4月8日には山口県岩国市にてトニー・チャールズを破り英国西部ヘビー級王座を獲得。以降、翌1969年9月のワイルド・アンガス戦を最後に王座が封印されるまで、アルバート・ウォールやミスター・ギロチンなどの英国勢を相手に防衛戦を行った。その間の1968年9月11日にはブル・デービスとのダブルタイトル戦に勝利して英国南部ヘビー級王座も獲得、英国地区王座の2冠王となっている。1970年5月18日には千葉県館山市において、当時ビル・ロビンソンが保持していたIWA世界ヘビー級王座に挑戦しているが、国際プロレスの看板タイトルである同王座には一度も戴冠することはなかった。
タッグでは、IWA世界タッグ王座をパートナーを代えて再三保持しており、サンダー杉山とのコンビではモンスター・ロシモフ&マイケル・ネイダーやラリー・ヘニング&ボブ・ウインダム、ストロング小林とのコンビではディック・ザ・ブルーザー&クラッシャー・リソワスキーやマッドドッグ・バション&イワン・コロフ、ラッシャー木村とのコンビではテキサス・アウトローズやスーパースター・ビリー・グラハム&バロン・フォン・ラシク、ニック・ボックウィンクル&レイ・スティーブンスなどの強豪チームとタイトルを争った。
アメリカ遠征でも実績を残し、1971年9月11日にネブラスカ州オマハにてラモン・トーレスからAWA中西部ヘビー級王座を奪取。レッド・バスチェン、レジー・パークス、ダン・ミラーなどと防衛戦を行い、翌年の3月25日にスタン・プラスキーに敗れるまで約半年間に渡って保持した。戴冠中の10月9日と12月18日には、同所においてバーン・ガニアのAWA世界ヘビー級王座に連続挑戦した。
デスマッチ戦線でも活躍しており、アメリカ遠征から帰国直後の1972年6月30日、岐阜市民センターにおいてバロン・シクルナを相手に自身では初の金網デスマッチを行った。1973年11月28日の横浜文化体育館大会ではワフー・マクダニエルからインディアン・ストラップ・マッチで勝利を収め、1974年7月1日の九電記念体育館大会では、覆面レスラーのザ・キラー（正体は初代ザ・マミーのベンジー・ラミレス）とテキサス・チェーン・デスマッチを行った。試合はチェーン装着前にキラーが草津に襲い掛かり、早々に流血させられたが最後はバックドロップで草津が逆転勝利している。国際プロレスは木村の「金網デスマッチの鬼」に対して、草津を「チェーン・デスマッチの鬼」に仕立て上げようともしていた。

#### 引退
しかし、単独エースの立場になることは遂になく、主にエースの小林や木村に続く2番手としてのタッグ王者が定位置だった。全日本プロレスのジャイアント馬場が国際プロレスに特別参戦した1972年11月29日には、馬場とのコンビでバスチェン&マリオ・ミラノと対戦。馬場とは1974年3月にもタッグを組み、テキサス・マッケンジー&トニー・マリノ、ザ・ブルート&ジム・ブランゼルから勝利を収めている。
1975年には全日本プロレス主催のオープン選手権、1977年には木村との国際プロレス代表チームとして世界オープンタッグ選手権に出場した。1979年1月には山本小鉄&星野勘太郎のヤマハ・ブラザーズに敗れてIWA世界タッグ王座を失い無冠に陥落、以後は試合には出場するが一歩退いたポジションに身を置くようになり、TVマッチへの登場も減った。
1980年7月9日、地元である熊本大会での6人タッグマッチ（木村、草津、大木金太郎対ジプシー・ジョー、ランディ・タイラー、ロッキー・ブリューワー）の試合中、リング下の板が割れ、その隙間に走っていた草津の足が嵌って右足首を骨折。長期欠場を余儀なくされ、完治後は営業責任者となって現場を離れるが、翌1981年8月に国際プロレスは活動を停止し、そのまま引退した。早くから国際の幹部であり、現場責任者としてさらに活動停止時には営業本部長の職にあって、会社の営業面で多大な貢献をしていた。

### 引退後
国際プロレス活動休止後は静岡県三島市に住み、湯沸かし器製造会社の営業職に転身。営業成績は大変優秀で、その後別の会社（健康食品会社の日本バスコン）の営業担当の取締役を務めていた。
2007年5月食道がんで入院。その後肺などにもがんが転移し療養していたが、2008年6月21日午後1時5分、多臓器不全のため死去。66歳没。

## 得意技
- 足4の字固め
- コブラツイスト
- ドロップキック
- キチンシンク
- ブレーンバスター
- スライディング・レッグ・シザーズ

## 獲得タイトル
- IWA世界タッグ王座（w / サンダー杉山、ラッシャー木村、ストロング小林、マイティ井上、アニマル浜口）
- 英国西部ヘビー級王座
- 英国南部ヘビー級王座
- ヨーロッパ・タッグ王座（w / ラッシャー木村）
- AWA中西部ヘビー級王座[15]
- AWA中西部タッグ王座（w / オックス・ベーカー）[26]

## 逸話
- 同い年でもある坂口征二に風貌が似ており、本人も間違われるのを気にしていたという。
- 前記の通りにジャイアント馬場の付き人を務めていたが、国際プロレス移籍後にエースと目された時に馬場と面会して「馬場さんが日本プロレスのエースなら、僕は国際プロレスのエースです。お互いに頑張りましょう」と、まるでお互いが同格であるかのような発言をしており、その対応に馬場は「呆れてしまった」と後に語っている。
- 日本プロレス並びに国際プロレス崩壊後行われた芳の里淳三と吉原功とのプロレス雑誌の対談で「草津はプロレスラーとして、性格的に向かない面があったんじゃないか」という吉原の発言に対して「それが無かったら、猪木級の選手になっていたと思うね」と芳の里が発言している。
- 2016年に行われた大位山勝蔵と鶴見五郎の対談によると、草津とストロング小林と確執があったことを明かしている。鶴見によると草津は小林を随分といじめていたようであり、ある時八戸から苫小牧へ行くフェリーの船中で草津は酒に酔いながら「オイお前、誰のおかげで上を取れてると思ってんだ！」と絡み出し、さらに活字に出来ないような罵詈雑言を小林に浴びせたという[27]。小林自身も国際プロレスを退団する際に「誰かの横槍で吉原社長に冷遇されるようになり、以前から離脱を考えていた」などと語っており[28]、これらの確執が小林を新日本プロレスへ移籍させる大きな要因となっている。両者の確執は引退後も続き、ある日、小林のもとに熊本県在住の知人から電話があり、「小林さん、ちょっと珍しい人と代わります」と言ってきたので、知人はその人物と電話を代わることにした。その人物とはグレート草津であり、草津は小林に対して「オイ、お前何やってんだ、いま」と話し掛けたが、小林は黙って電話を切ったという。それに関して小林は「業界から離れて長いのに、いまさらお前呼ばわりされる事はないと思ってね」と語っている。
- 大酒呑みであった草津の付き人になることを多くの選手は敬遠していた。アニマル浜口は先輩レスラーの押し付けに遭ってしまい、草津の付き人になったという[29]。酒好きではなかった浜口を酒好きにさせたのも草津であった[30]。
- 浜口の証言によれば、草津は自家用車で約140km離れている東京〜三島間を1時間弱で走破したことがよくあり、トラックからベニヤ板が落下し、フロントガラスに覆いかぶさった際も動じなかったという[31]。またラグビー選手時代から旦過市場を気に入っており、北九州市で興行があった際には浜口とよく旦過市場へ行っていたという[24]。

## 脚註
1. ↑  【国際プロレス伝】短パンの太ももパンパン、グレート草津の付け人に ライブドアニュース 2017年7月1日
2. 1 2  『栄光のトライ』（1988年、馬場信浩著、光文社、ISBN 9784334027858）[要ページ番号]
3. ↑  ラグビーマガジン2002年10月号内「LO（セカンドロー）物語」[要ページ番号]
4. ↑  『キック・オフまで待てない』 （日本ラグビー狂会編、マガジンハウス、ISBN 9784838703883）[要ページ番号]
5. 1 2  『週刊プロレスSPECIAL 日本プロレス事件史vol12』P73（2015年、ベースボール・マガジン社、SBN 9784583623252）
6. ↑  “The CWF matches fought by Great Kusatsu in 1966”.   Wrestlingdata.com. 2019年7月1日閲覧。
7. ↑  “The CWF matches fought by Great Kusatsu in 1967”.   Wrestlingdata.com. 2019年7月1日閲覧。
8. ↑  “The ASW matches fought by Great Kusatsu in 1967”.   Wrestlingdata.com. 2019年7月1日閲覧。
9. ↑  『日本プロレス史の目撃者が語る真相! 新間寿の我、未だ戦場に在り!＜獅子の巻＞』P49（2016年、ダイアプレス）
10. ↑  「裁きのバックドロップ」流智美著 - 別冊宝島179『プロレス名勝負読本』（宝島社、ISBN 978-4796691796）[要ページ番号]
11. ↑  『悪役レスラーは笑う』（森達也著、光文社、ISBN 978-4004309826）[要ページ番号]
12. ↑  『Gスピリッツ Vol.52』P65「TBS時代のグレート草津」（2019年、辰巳出版、ISBN 4777823393）
13. ↑  “IWA World Heavyweight Title”.   Wrestling-Titles.com. 2019年7月1日閲覧。
14. ↑  『1945-1985 激動のスポーツ40年史 (6) プロレス 秘蔵写真で綴る激動史』P159-160（1986年、ベースボール・マガジン社）
15. 1 2 3  “AWA Midwest Heavyweight Title”.   Wrestling-Titles.com. 2019年7月1日閲覧。
16. ↑  “The ASW matches fought by Great Kusatsu in 1971”.   Wrestlingdata.com. 2024年5月10日閲覧。
17. ↑  “The Records of AWA World Heavyweight Championship Matches 1971”.   Wrestling-Titles.com. 2019年7月1日閲覧。
18. ↑  “IWE Big Summer Series - Day 4”.   Wrestlingdata.com. 2014年11月22日閲覧。
19. ↑  “IWE Big Winter Series - Day 18”.   Wrestlingdata.com. 2019年7月1日閲覧。
20. ↑  『忘れじの国際プロレス』P111（2014年、ベースボール・マガジン社、ISBN 9784583620800）
21. ↑  “IWE Big Winter Series - Day 19”.   Wrestlingdata.com. 2014年12月18日閲覧。
22. ↑  “IWE 1974 Challenge Series”.   Puroresu.com. 2022年5月29日閲覧。
23. 1 2  『Gスピリッツ Vol.32』P76「実録・国際プロレス 第22回」高杉正彦インタビュー（2014年、辰巳出版、ISBN 4777813304）
24. 1 2 3  【国際プロレス伝】「チェーン・デスマッチの鬼」がリングから消えた日Sportiva web 2017年9月1日
25. ↑  グレート草津さん逝く ラグビー日本代表から転身 東京中日スポーツ
26. ↑  “AWA Midwest Tag Team Title”.   Wrestling-Titles.com. 2019年7月1日閲覧。
27. ↑  『Gスピリッツ Vol.42』P55（2016年、辰巳出版、ISBN 4777818128）
28. ↑  『Gスピリッツ Vol.13』P82-87（2009年、辰巳出版、ISBN 4777807150
29. ↑  【国際プロレス伝】アニマルを呑み助にした草津の「グレートな夜遊び」Sportiva web 2017年7月15日
30. ↑  『忘れじの国際プロレス』P16（2014年、ベースボール・マガジン社、ISBN 4583620802）
31. ↑  【国際プロレス伝】キャデラックで東京→三島を1時間。死ぬかと思ったSportiva web 2017年8月1日